# Sistema de Pensión en Colombia
El Sistema General de Pensiones (vigente en Colombia, regido y controlado por la Ley 100 de 1993) garantiza a sus usuarios el amparo contra las contingencias derivadas de la vejez, la invalidez y la muerte. Por medio de las pensiones y prestaciones. Asimismo busca ampliar su cobertura a segmentos de la población que aún no se encuentran en un sistema de pensiones.
Los pagos al sistema de pensiones son obligatorios para trabajadores y empleadores.

## Historia
El sistema actual de pensiones fue creado por el Congreso de Colombia en la década de los noventa.

## Clases
El sistema de pensiones en Colombia está compuesto por el Régimen Solidario de Prima Media con Prestación Definida y el Régimen de Ahorro Individual con Solidaridad y es manejado básicamente por Colpensiones entidad pública que administra el régimen pensional de prima media y por las Administradoras de Fondos de Pensiones y de Cesantía de Colombia (AFP) instituciones financieras de carácter privado, vigiladas por la Superintendencia Financiera de Colombia, cuyo objeto exclusivo es la administración y manejo de fondos y planes de pensiones del régimen pensional de ahorro individual con solidaridad así como de los fondos de cesantía o prestación social que todo empleador debe reconocer a sus trabajadores con el fin de que este pueda atender sus necesidades primarias en caso de quedar cesante.

### Régimen solidario de prima media
El régimen de prima media con prestación definida (sigla RPM) es una clase de sistema de pensión mediante la cual los afiliados o sus beneficiarios obtienen una pensión de vejez, de invalidez o de sobrevivientes, o una indemnización, previamente definidas. Es administrado únicamente por la entidad estatal Colpensiones.
Características:
- Es un fondo común para toda la población.
- El valor de la pensión depende del tiempo acumulado y del salario base de cotización. Tampoco está sujeto a las variaciones económicas.
- Consiste en una pensión vitalicia, siempre y cuando cumplan las condiciones estipuladas.
- Las pensiones se financian con los recursos del fondo común y con las transferencias que hace el Gobierno Nacional para garantizar los pagos de las mesadas.
- El afiliado no tiene una cuenta individual sino un número de semanas cotizadas.

| Año  | Semanas cotizadas |
| ---- | ----------------- |
| 2005 | 1050              |
| 2006 | 1075              |
| 2007 | 1100              |
| 2008 | 1125              |
| 2009 | 1150              |
| 2010 | 1175              |
| 2011 | 1200              |
| 2012 | 1225              |
| 2013 | 1250              |
| 2014 | 1275              |
| 2015 | 1300              |

### Régimen de ahorro individual
El régimen de ahorro individual con solidaridad (sigla RAIS) es un sistema de pensión que reúne un conjunto de entidades, normas y procedimientos, mediante los cuales se administran los recursos privados y públicos destinados a pagar las pensiones y prestaciones a sus afiliados.
Los fondos de pensiones del régimen de ahorro individual con solidaridad son administrados por las sociedades administradoras de fondos de pensiones (AFP).
Características:
- Constituye una cuenta de ahorro individual.
- El valor de la pensión depende del capital ahorrado. También depende de las variaciones económicas.
- Posee tres modalidades para pensionarse: 
  - Renta vitalicia,
  - Retiro programado
  - Retiro programado con renta vitalicia diferida.
- Las pensiones se pagan con el ahorro individual de cada uno de los afiliados y contempla mecanismos de solidaridad como el Fondo de Garantía de Pensión Mínima.
- El capital acumulado es del pensionado y es heredable

## Administradores de Fondos de Pensiones

### Colpensiones
Colpensiones es la entidad pública que administra el régimen pensional de prima media.
cada hora se cotiza en la bolsa de valores

### Administradoras de Fondos de Pensiones Privadas
Las administradoras de Fondos de Pensiones y de Cesantía (siglas AFP) son instituciones financieras privadas que administran y manejan los fondos y planes de pensiones del régimen de ahorro individual.
Estas instituciones se encuentran vigiladas por la Superintendencia Financiera.
El papel de las AFP incluye el pago de las cotizaciones al sistema de salud, descontando el monto correspondiente de las pensiones que administran para la afiliación en el régimen contributivo de los pensionados.

## Pagos
| Año                                                              | Porcentaje de cotización sobre salario % ** | Empleador (%) | Trabajador (%) | Norma      |
| ---------------------------------------------------------------- | ------------------------------------------- | ------------- | -------------- | ---------- |
| 1966                                                             | 5%                                          |               |                | [ nota 2 ] |
| 1994                                                             | 11.5% = 8% + 3.5%                           | 8.625%        | 2.875%         | [ nota 3 ] |
| 1995                                                             | 12.5% = 9% + 3.5%                           | 9.375%        | 3.125%         |            |
| 1996                                                             | 13.5% = 10% + 3.5%                          | 10.125%       | 3.375%         |            |
| 2003                                                             | 13.5%                                       |               |                | [ nota 4 ] |
| 2004                                                             | 14.5% = 13.5% + 1%                          |               |                |            |
| 2005                                                             | 15% = 14.5% + 0.5%                          |               |                |            |
| 2006                                                             | 15.5% = 15% + 0.5%                          |               |                |            |
| 2007                                                             | 15.5%                                       | 11,625%       | 3,875%         | [ nota 5 ] |
| 2008                                                             | 16% = 15.5% + 0.5%                          | 12%           | 4%             | [ nota 6 ] |
| Fuente: Ministerio del Trabajo y decretos del Gobierno nacional. |                                             |               |                |            |